# Río Guadalbarbo
Río Guadalbarbo este o arie protejată (arie specială de conservare — SAC, sit de importanță comunitară — SCI) din Spania întinsă pe o suprafață de 44,22 ha, integral pe uscat.

## Localizare
Centrul sitului Río Guadalbarbo este situat la coordonatele 38°10′13″N 4°52′39″W / 38.1703°N 4.8775°V.

## Înființare
Situl Río Guadalbarbo a fost declarat sit de importanță comunitară în decembrie 2000 pentru a proteja 7 specii de animale. Situl a fost protejat și ca arie specială de conservare în martie 2015.

## Biodiversitate
Situată în ecoregiunea mediteraneană, aria protejată conține 5 habitate naturale: Galerii și tufărișuri riverane sudice (Nerio-Tamaricetea și Securinegion tinctoriae), Păduri de Quercus ilex și Quercus rotundifolia, Fânețe de joasă altitudine (Alopecurus pratensis, Sanguisorba officinalis), Dehesas cu Quercus spp. perene, Păduri termofile cu Fraxinus angustifolia.
La baza desemnării sitului se află mai multe specii protejate:
- păsări (1): pescăruș albastru (Alcedo atthis)
- mamifere (1): vidră de râu (Lutra lutra)
- pești (4): Cobitis paludica, Iberochondrostoma lemmingii, Pseudochondrostoma willkommii, Squalius alburnoides
- reptile (1): Mauremys leprosa

Pe lângă speciile protejate, pe teritoriul sitului au mai fost identificate 1 specie de plante.